# Maigné
Maigné és un municipi francès situat al departament del Sarthe i a la regió de País del Loira. L'any 2007 tenia 346 habitants.

## Demografia

### Població
El 2007 la població de fet de Maigné era de 346 persones. Hi havia 136 famílies de les quals 32 eren unipersonals (32 dones vivint soles i 32 dones vivint soles), 48 parelles sense fills, 48 parelles amb fills i 8 famílies monoparentals amb fills.
La població ha evolucionat segons el següent gràfic:
Habitants censats

### Habitatges
El 2007 hi havia 167 habitatges, 133 eren l'habitatge principal de la família, 20 eren segones residències i 14 estaven desocupats. 163 eren cases i 2 eren apartaments. Dels 133 habitatges principals, 106 estaven ocupats pels seus propietaris, 24 estaven llogats i ocupats pels llogaters i 3 estaven cedits a títol gratuït; 4 tenien una cambra, 7 en tenien dues, 22 en tenien tres, 29 en tenien quatre i 71 en tenien cinc o més. 98 habitatges disposaven pel capbaix d'una plaça de pàrquing. A 52 habitatges hi havia un automòbil i a 72 n'hi havia dos o més.

### Piràmide de població
La piràmide de població per edats i sexe el 2009 era:
| Homes | Edats   | Dones |
| ----- | ------- | ----- |
| 0     | 95 o +  | 0     |
| 0     | 90 a 94 | 4     |
| 0     | 85 a 89 | 8     |
| 0     | 80 a 84 | 4     |
| 8     | 75 a 79 | 8     |
| 4     | 70 a 74 | 4     |
| 8     | 65 a 69 | 4     |
| 0     | 60 a 64 | 8     |
| 16    | 55 a 59 | 12    |
| 20    | 50 a 54 | 24    |
| 8     | 45 a 49 | 8     |
| 8     | 40 a 44 | 4     |
| 12    | 35 a 39 | 16    |
| 8     | 30 a 34 | 12    |
| 20    | 25 a 29 | 8     |
| 20    | 20 a 24 | 20    |
| 8     | 15 a 19 | 4     |
| 8     | 10 a 14 | 0     |
| 16    | 5 a 9   | 8     |
| 16    | 0 a 4   | 8     |

## Economia
El 2007 la població en edat de treballar era de 225 persones, 166 eren actives i 59 eren inactives. De les 166 persones actives 157 estaven ocupades (83 homes i 74 dones) i 9 estaven aturades (4 homes i 5 dones). De les 59 persones inactives 22 estaven jubilades, 17 estaven estudiant i 20 estaven classificades com a «altres inactius».

### Ingressos
El 2009 a Maigné hi havia 136 unitats fiscals que integraven 357 persones, la mediana anual d'ingressos fiscals per persona era de 17.349 €.

### Activitats econòmiques
Dels 7 establiments que hi havia el 2007, 2 eren d'empreses de fabricació d'altres productes industrials, 1 d'una empresa de construcció, 2 d'empreses de comerç i reparació d'automòbils, 1 d'una empresa d'hostatgeria i restauració i 1 d'una entitat de l'administració pública.
L'únic servei als particulars que hi havia el 2009 era un paleta.
L'any 2000 a Maigné hi havia 16 explotacions agrícoles que ocupaven un total de 830 hectàrees.

## Equipaments sanitaris i escolars
El 2009 hi havia una escola elemental integrada dins d'un grup escolar amb les comunes properes formant una escola dispersa.

## Poblacions més properes
El següent diagrama mostra les poblacions més properes.